# Liste der belgischen Abgeordneten zum EU-Parlament (1984–1989)
Die Liste der belgischen Abgeordneten zum EU-Parlament (1984–1989) listet alle belgischen Mitglieder des 2. Europäischen Parlaments nach der Europawahl in Belgien 1984.

## Mandatsstärke der Parteien
- SOC: 8
- RBW: 4
- LD/LDR: 5
- NI: 1
- EVP: 6

| Nationale Partei                                                                    | Mandate                   | Fraktion |
| ----------------------------------------------------------------------------------- | ------------------------- | --- |
| Parti Socialiste (PS)                                                               | 05                        | Sozialistische Fraktion (SOC)                                                                                |
| Socialistische Partij (SP)                                                          | 03                        | Sozialistische Fraktion (SOC)                                                                                |
| Socialistische Partij (SP)                                                          | 01 (1984–1987, 1987–1989) | Fraktionslose Abgeordnete (NI)                                                                               |
| Socialistische Partij (SP)                                                          | 01 (1987)                 | Fraktion für die technische Koordinierung und 000Verteidigung der unabhängigen Gruppen und Mitglieder (CTDI) |
| Christen-Democratisch en Vlaams (CVP)                                               | 04                        | Fraktion der Europäischen Volkspartei (EVP)                                                                  |
| Christlich Soziale Partei (CSP)                                                     | 02                        | Fraktion der Europäischen Volkspartei (EVP)                                                                  |
| Parti Réformateur Libéral (PRL)                                                     | 03                        | Liberale und Demokratische Fraktion (LD)Liberale und Demokratische Reformfraktion (LDR) (ab 1985)            |
| Partij voor Vrijheid en Vooruitgang- 000Parti de la Liberté et du Progrès (PVV-PLP) | 02                        | Liberale und Demokratische Fraktion (LD)Liberale und Demokratische Reformfraktion (LDR) (ab 1985)            |
| Volksunie (VU)                                                                      | 02                        | Regenbogenfraktion (RBW)                                                                                     |
| Ecolo                                                                               | 01                        | Regenbogenfraktion (RBW)                                                                                     |
| Anders Gaan Leven (Agalev)                                                          | 01                        | Regenbogenfraktion (RBW)                                                                                     |
| Gesamt                                                                              | 24                        | |

## Abgeordnete
| Bild | Name                        | Lebens- daten | von               | bis               | Partei  | Fraktion | Anmerkungen                          |
| ---- | --------------------------- | ------------- | ----------------- | ----------------- | ------- | -------- | ------------------------------------ |
|      | Anne André-Léonard          | 1948          | 12. November 1985 | 24. Juli 1989     | PRL     | LDR      | Nachgerückt für Daniel Ducarme       |
|      | Luc Beyer de Ryke           | 1933–2018     | 24. Juli 1984     | 24. Juli 1989     | PRL     | LD/LDR   |                                      |
|      | Alfons Boesmans             | 1946          | 4. November 1985  | 24. Juli 1989     | SP      | SOC      | Nachgerückt für Karel Van Miert      |
|      | Raphaël Chanterie           | 1942          | 24. Juli 1984     | 24. Juli 1989     | CVP     | EVP      |                                      |
|      | Lambert Croux               | 1927–2020     | 24. Juli 1984     | 24. Juli 1989     | CVP     | EVP      |                                      |
|      | Rika De Backer-Van Ocken    | 1923–2002     | 24. Juli 1984     | 24. Juli 1989     | CVP     | EVP      |                                      |
|      | Karel De Gucht              | 1954          | 24. Juli 1984     | 24. Juli 1989     | PVV-PLP | LD/LDR   |                                      |
|      | Gérard Deprez               | 1943          | 24. Juli 1984     | 24. Juli 1989     | CSP     | EVP      |                                      |
|      | Claude Desama               | 1942          | 10. Mai 1988      | 24. Juli 1989     | PS      | SOC      | Nachgerückt für Anne-Marie Lizin     |
|      | August de Winter            | 1925–2005     | 24. Juli 1984     | 24. Juli 1989     | PVV-PLP | LD/LDR   |                                      |
|      | Daniel Ducarme              | 1954–2010     | 24. Juli 1984     | 12. November 1985 | PRL     | LDR      | Nachrückerin: Anne André-Léonard     |
|      | Raymonde Dury               | 1947          | 24. Juli 1984     | 24. Juli 1989     | PS      | SOC      |                                      |
|      | Ernest Glinne               | 1931–2009     | 24. Juli 1984     | 24. Juli 1989     | PS      | SOC      |                                      |
|      | José Happart                | 1947          | 24. Juli 1984     | 24. Juli 1989     | PS      | SOC      |                                      |
|      | Fernand Herman              | 1932–2005     | 24. Juli 1984     | 24. Juli 1989     | CSP     | EVP      |                                      |
|      | Willy Kuijpers              | 1937–2020     | 24. Juli 1984     | 24. Juli 1989     | VU      | RBW      |                                      |
|      | Anne-Marie Lizin            | 1949–2015     | 24. Juli 1984     | 10. Mai 1988      | PS      | SOC      | Nachrücker: Claude Desama            |
|      | Pol Marck                   | 1930–2017     | 24. Juli 1984     | 24. Juli 1989     | CVP     | EVP      |                                      |
|      | Marcel Remacle              | 1929–2011     | 24. Juli 1984     | 24. Juli 1989     | PS      | SOC      |                                      |
|      | François Roelants du Vivier | 1947          | 24. Juli 1984     | 24. Juli 1989     | Ecolo   | RBW      |                                      |
|      | Paul Staes                  | 1945–2024     | 24. Juli 1984     | 24. Juli 1989     | Agalev  | RBW      |                                      |
|      | Michel Toussaint            | 1922–2007     | 24. Juli 1984     | 24. Juli 1989     | PRL     | LD/LDR   |                                      |
|      | Jef Ulburghs                | 1922–2010     | 24. Juli 1984     | 24. Juli 1989     | SP      | NICTDINI | Fraktionsbeitritt und -austritt 1987 |
|      | Jaak Vandemeulebroucke      | 1943          | 24. Juli 1984     | 24. Juli 1989     | VU      | RBW      |                                      |
|      | Marijke Van Hemeldonck      | 1931          | 24. Juli 1984     | 24. Juli 1989     | SP      | SOC      |                                      |
|      | Karel Van Miert             | 1942–2009     | 24. Juli 1984     | 4. November 1985  | SP      | SOC      | Nachrücker: Alfons Boesmans          |
|      | Willy Vernimmen             | 1930–2005     | 24. Juli 1984     | 24. Juli 1989     | SP      | SOC      |                                      |